# What It Takes - The Chess Years
What It Takes - The Chess Years è un CD raccolta di Koko Taylor, pubblicato dalla Chess Records nel 1991, in seguito fu ripubblicato rimasterizzato nel 1997. 

## Tracce
Brani composti da Willie Dixon, eccetto dove indicato
1. I Got What It Takes – 3:08 – Registrato il 30 giugno 1964
2. Don't Mess with the Messer – 2:45 – Registrato il 20 gennaio 1965
3. Whatever I Am, You Made Me – 2:28 – Registrato il 20 gennaio 1965
4. I'm a Little Mixed Up – 2:42 (Betty James, Edward Johnson) – Registrato probabilmente nella metà del 1965
5. Wang Dang Doodle – 3:01 – Registrato il 7 dicembre 1965
6. I Got All You Need – 2:18 – Registrato il 7 dicembre 1965, brano inedito
7. Love Me – 2:48 – Registrato circa nel dicembre del 1966
8. What Came First The Egg or the Hen – 2:28 – Registrato circa nel dicembre del 1966
9. Insane Asylum – 4:22 – Registrato nell'agosto del 1967
10. Fire – 2:35 – Registrato nell'agosto del 1967
11. I Don't Care Who Knows – 2:13 – Registrato nell'ottobre 1968
12. Twenty Nine Ways (To My Baby's Door) – 3:13 – Registrato il 23 aprile 1969
13. Blue Prelude – 3:32 (Joe Bishop, Gordon Jenkins) – Registrato il 24 novembre 1971
14. I Need More and More – 2:44 – Registrato il 22 novembre 1971
15. Um Huh My Baby – 3:52 – Registrato il 22 novembre 1971
16. Bills, Bills and More Bills – 2:52 – Registrato il 24 novembre 1971
17. Let Me Love You Baby – 2:48 – Registrato il 24 novembre 1971
18. I Got What It Takes (Live Duet with Muddy Waters) – 6:24 – Registrato dal vivo il 17 giugno 1972 a Montreux, Svizzera

## Musicisti
I Got What It Takes
- Koko Taylor - voce
- Walter Horton - armonica
- Lafayette Leake - pianoforte
- Buddy Guy - chitarra
- Robert Nighthawk - chitarra
- Jack Meyers - basso
- Clifton James - batteria

Don't Mess with the Messer, Whatever I Am, You Made Me e I'm a Little Mixed Up
- Koko Taylor - voce
- Lafayette Leake - pianoforte
- Matt Murphy - chitarra
- Buddy Guy - chitarra
- Willie Dixon - basso
- Clifton James - batteria
- Sconosciuto - sassofoni
- Sconosciuti (gruppo vocale) - accompagnamento vocale

Wang Dang Doodle e (I Got) All You Need
- Koko Taylor - voce
- Willie Dixon - voce (tranne in (I Got) All You Need)
- Gene Barge - sassofono
- Donald Hankins - sassofono
- Buddy Guy - chitarra
- Johnny Twist Williams - chitarra
- Jack Meyers - basso
- Fred Below - batteria

Love Me e What Came First The Egg or the Hen
- Koko Taylor - voce
- Willie Dixon - voce (tranne in What Came First The Egg or the Hen)
- Gene Barge - sassofono tenore
- Lafayette Leake - pianoforte
- Rufus Crume - chitarra
- Johnny Twist Williams - chitarra
- Dillard Crume - basso
- Al Duncan - batteria
- Sconosciuto - sassofono baritono
- Sconosciuti (gruppo vocale) - accompagnamento vocale

Insane Asylum e Fire
- Koko Taylor - voce
- Willie Dixon - voce
- Gene Barge - sassofono tenore
- Lafayette Leake - tastiere
- Buddy Guy - chitarra
- Johnny Twist Williams - chitarra
- Sconosciuto - basso
- Sconosciuto - batteria

I Don't Care Who Knows
- Koko Taylor - voce
- rimanenti musicisti sconosciuti

Twenty Nine Ways (To My Baby's Door)
- Koko Taylor - voce
- Walter Horton - armonica
- Lafayette Leake (o) Sunnyland Slim - pianoforte
- Matt Murphy - chitarra
- Buddy Guy - chitarra
- Jack Meyers - basso
- Fred Below - batteria

Blue Prelude, Bills, Bills & More Bills e Let Me Love You Baby
- Koko Taylor - voce
- Lafayette Leake - pianoforte
- Joe Young - chitarra
- Dennis Miller - chitarra
- Louis Satterfield - basso
- Clifton James - batteria

I Need More and More e Um Huh My Baby
- Koko Taylor - voce
- Lafayette Leake - pianoforte
- Joe Young - chitarra
- Reggie Boyd - chitarra
- Louis Satterfield - basso
- Bob Crowder - batteria
- Sconosciuti - strumenti a fiato (eccetto in Um Huh My Baby)

I Got What It Takes
- Koko Taylor - voce
- Muddy Waters - voce
- Lafayette Leake - pianoforte
- Louis Meyers - chitarra
- Dave Meyers - basso elettrico
- Willie Dixon - contrabbasso
- Fred Below - batteria[5]